# Тулку
Нирманака́я (санскр. निर्माणकाय — IAST: nirmāṇakāya; тиб. སྤྲུལ་སྐུ — ту́лку — «феноменальное тело»; монг. хувилгаан?, ᠬᠤᠪᠢᠯᠭᠠᠨ? — хубилга́н — «перерожденец») — одно из трёх тел Будды, форма проявления Будды в обыденном мире.

## Концепция
В соответствии с учением о Трёх телах Будды (трикая), нирманакая — это физическое, человеческое тело Будды. Здесь «Будда» — не исторический персонаж, а качественная характеристика всякого просветлённого существа, «пробуждённый». Таким образом, нирманакая — не последовательные «перерождения» некоего будды, а проявления внеличностного абсолютно развитого совершенного потенциала ума в виде физической формы.

## Социальный институт тулку

### Тибет
Тибетская калька санскритского термина нирманакая — тулку.
Институт тулку не имеет аналогов в других культурах. В политическом аспекте он является альтернативой институту кровно-родственного наследования и выборам при выдвижении политических и религиозных лидеров. Система тулку получила развитие в XIII веке и стала важной чертой тибетской буддийской традиции, а с XVI века, — когда один из тулку-школы Гелуг, Далай-лама V, был возведён на тибетский престол, — стал играть доминирующую роль в политике Тибета. В средневековом тибетском обществе эта система обеспечивала стабильность, снижение напряжённости в борьбе за власть и непрерывность наращивания знаний в рамках буддийской традиции без прямой зависимости от родовых связей и краткосрочной политической ситуации.
Тибетцы называют тулку также ринпоче (драгоценность). В тибетской традиции это авторитетный духовный лидер тибетского буддизма, согласно традиционным воззрениям, постоянно перерождающийся с целью продолжить свою духовную работу. Тулку может считаться воплощением одного из персонажей буддийского пантеона; так, наиболее известным примером является Далай-лама — воплощение бодхисаттвы Авалокитешвары, линия которого под этим титулом насчитывает четырнадцать реинкарнаций, начиная от Гедун Дуба (1391—1474). Самая старая линия тулку — Кармапы, которая начата Кармапой I Дюсумом Кхьенпой (1110—1193).
В настоящее время в Тибете и близлежащих регионах насчитывается более шести сотен линий тулку. В последние годы в КНР государство берет на себя «управление реинкарнациями», что не соответствует буддийским канонам.

### Монголия
В Монголии тулку (старомонг. qubilγan (хубилган) — «перерожденец», «перевоплощающийся») первоначально провозглашались преимущественно светские лица, в первую очередь — наиболее влиятельные князья. В зависимости от поприща, на котором лицу удавалось достичь наибольших успехов — общественном или духовном, — оно жаловалось титулами «хутухта» или «гэгэн».
По словам историографа и хамбо-ламы монастыря Гандантэгченлин Эрдэнипэла, изначально тибетские религиозные власти стали использовать этот институт в Монголии в откровенно прагматических целях:
...лама Самданмиттун из монастыря Брэбун в беседе с Пятым Далай-ламой спросил у него между прочим: «Среди сыновей монгольских князей вдруг объявилось множество перерождений и хутухт. Это — истинное дело, или дело рук двух почтенных [Далай-ламы и Панчен-богдо]?» Далай-лама в ответ на это сказал: «Как мы можем знать, перерождения они все, хутухты, или нет? Мы только думаем, что жёлтая религия начинает только-только распространяться в Монголии. Если пожаловать детей, родившихся в аристократических семьях, титулами высших лам, монгольский народ будет слушаться их слов и указаний. Так в будущем окрепнут основы жёлтой религии. Ради этого мы ввели обычай объявлять хутухтами монгольских мальчиков».
Начиная с XVIII века монгольский институт тулку продолжил складываться уже на базе собственно монгольской буддийской сангхи, во главе которой находится Джебдзун-Дамба-хутухта (Богдо-гэгэн). Первый и второй Богдо-гэгэны принадлежали к монгольской ханской семье, однако, начиная с третьего и вплоть до последнего, все хубилганы являлись тибетцами и происходили из всех социальных слоев. В настоящее время в монгольской среде отыскано более десятка хубилганов, проходящих или уже прошедших религиозное обучение в монастырях Монголии и Индии.

### Бурятия
Монгольские тулку почитались, так же как и тибетские, во всех регионах распространения тибетского буддизма, в том числе и в России — в Бурятии, где в 1887 году появился собственный хубилган — Данзан Норбоев, признанный Далай-ламой шестым воплощением халхаского Ганжурва-гэгэна. В начале XX века Б. Д. Дандарон был опознан как хубилган посещавшего Бурятию тибетского хамбо-ламы Гьяяг Ринпоче. В позднейшее время ламы и верующие Тункинского района Бурятии считали своего земляка-ламу Д.-Х. Самаева воплощением известнейшего деятеля буддизма в России начала XX века Агвана Доржиева. В двадцатых годах XXI века лама Карма Палджор бакша (в миру Филиппов, Олег Эдуардович) был распознан Его Святейшеством Гурдрагом Драгмаром Кхентрулом Ринпоче как воплощение ламы Дхондуб Дордже помощника тертона Сангье Линпы.

### Китай
В КНР вопросами тулку занимается Государственное управление по делам религий. С 2007 года вышел Указ о тулку, требующий подачи заявления от каждого гражданина, планирующего переродиться.